# DDR2 SDRAM
Double Data Rate 2 Synchronous Dynamic Random-Access Memory (memória de acesso aleatório dinâmica síncrona com fluxo de dados duplo tipo 2, DDR2 SDRAM) é uma interface de memória de acesso aleatório dinâmico síncrono (SDRAM) de taxa de dados dupla (DDR). É um padrão JEDEC (JESD79-2); publicado pela primeira vez em setembro de 2003. DDR2 sucedeu à especificação DDR SDRAM original e foi sucedido por DDR3 SDRAM em 2007. DIMMs DDR2 não são compatíveis com DDR3 nem com versões anteriores com DDR.
Além de bombear duas vezes o barramento de dados como no DDR SDRAM (transferência de dados nas bordas ascendentes e decrescentes do sinal de clock do barramento), o DDR2 permite maior velocidade do barramento e requer menor potência, executando o clock interno na metade da velocidade do barramento de dados. Os dois fatores se combinam para produzir um total de quatro tranferências de dados por ciclo de clock interno.
Como o clock interno do DDR2 funciona com metade do clock externo do DDR, a memória DDR2 operando na mesma frequência do barramento de dados externo que o DDR faz com que o DDR2 seja capaz de fornecer a mesma largura de banda, mas com melhor latência. Alternativamente, a memória DDR2 operando com o dobro da frequência do barramento de dados externo que a DDR pode fornecer o dobro da largura de banda com a mesma latência. Os módulos de memória DDR2 com melhor classificação são pelo menos duas vezes mais rápidos que os módulos de memória DDR com melhor classificação. A capacidade máxima em DIMMs DDR2 disponíveis comercialmente é de 8 GB, mas o suporte e a disponibilidade do chipset para esses DIMMs são escassos e são usados mais comuns 2 GB por DIMM.

## História
O DDR2 SDRAM foi produzido pela primeira vez pela Samsung em 2001. Em 2003, a organização de padrões JEDEC presenteou a Samsung com seu Prêmio de Reconhecimento Técnico pelos esforços da empresa no desenvolvimento e padronização de DDR2.
DDR2 foi introduzido oficialmente no segundo trimestre de 2003 com duas taxas de clock iniciais: 200MHz (referido como PC2-3200) e 266Mhz (PC2-4200). Ambos tiveram um desempenho pior do que a especificação DDR original devido à maior latência, o que tornou o tempo total de acesso mais longo. No entanto, a tecnologia DDR original atinge uma frequência de clock em torno de 200Mhz (400 MT/s). Existem chips DDR de maior desempenho, mas a JEDEC afirmou que eles não serão padronizados. Esses chips são, em sua maioria, chips DDR padrão que foram testados e classificados para serem capazes de operar em taxas de clock mais altas. Esses chips consomem significativamente mais energia do que chips com freqüência mais lenta, mas geralmente oferecem pouca ou nenhuma melhoria no desempenho no mundo real. O DDR2 começou a se tornar competitivo em relação ao padrão DDR mais antigo no final de 2004, à medida que módulos com latências mais baixas foram disponibilizados.

## Especificação

### Visão geral

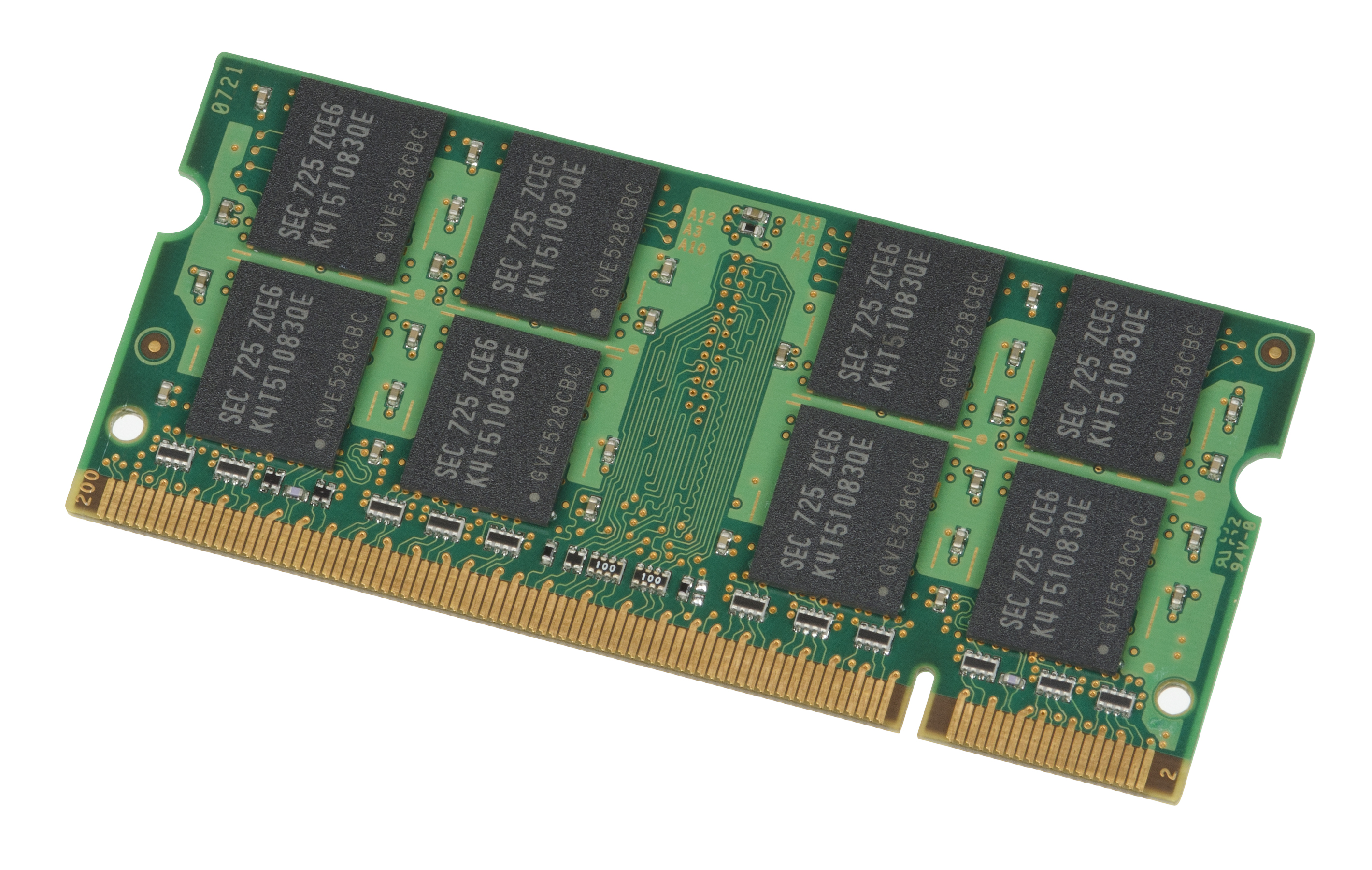
PC2-5300 DDR2 SO-DIMM (para notebooks)

Comparação de módulos de memória para PCs desktop (DIMM)

Comparação de módulos de memória para PCs portáteis / móveis (SO-DIMM)

A principal diferença entre DDR2 e DDR SDRAM é o aumento no comprimento da pré-busca. Na DDR SDRAM, o comprimento da pré-busca era de dois bits para cada bit de uma palavra; enquanto são quatro bits em DDR2 SDRAM. Durante um acesso, quatro bits foram lidos ou gravados em uma fila de pré-busca com quatro bits de profundidade. Essa fila recebia ou transmitia seus dados pelo barramento de dados em dois ciclos de clock do barramento de dados (cada ciclo de clock transferia dois bits de dados). Aumentar o comprimento da pré-busca permitiu que a SDRAM DDR2 dobrasse a taxa na qual os dados poderiam ser transferidos pelo barramento de dados sem uma duplicação correspondente na taxa na qual o array DRAM poderia ser acessado. A SDRAM DDR2 foi projetada com tal esquema para evitar um aumento excessivo no consumo de energia.
A frequência do barramento DDR2 é aumentada por melhorias na interface elétrica, terminação on-die, buffers de pré-busca e drivers fora do chip. No entanto, a latência aumenta bastante como uma compensação. O buffer de pré-busca DDR2 tem quatro bits de profundidade, enquanto para DDR tem dois bits de profundidade. Embora a DDR SDRAM tenha latências de leitura típicas entre dois e três ciclos de barramento, a DDR2 pode ter latências de leitura entre três e nove ciclos, embora o intervalo típico seja entre quatro e seis. Assim, a memória DDR2 deve operar com o dobro da taxa de dados para atingir a mesma latência.
Outro custo do aumento da largura de banda é a exigência de que os chips sejam embalados em um pacote BGA mais caro e difícil de montar em comparação com o pacote TSSOP das gerações de memória anteriores, como DDR SDRAM e SDR SDRAM. Essa mudança no pacote foi necessária para manter a integridade do sinal em velocidades de barramento mais altas.
A economia de energia é alcançada principalmente devido a um processo de fabricação aprimorado por meio do encolhimento da matriz, resultando em uma queda na tensão operacional (1,8 V em comparação com 2,5 V do DDR). A frequência de clock de memória mais baixa também pode permitir reduções de energia em aplicações que não exigem as taxas de dados mais altas disponíveis.
De acordo com JEDEC a tensão máxima recomendada é de 1,9 volts e deve ser considerada o máximo absoluto quando a estabilidade da memória é um problema (como em servidores ou outros dispositivos de missão crítica). Além disso, a JEDEC afirma que os módulos de memória devem suportar até 2,3 volts antes de incorrer em danos permanentes (embora possam não funcionar corretamente nesse nível).

### Chips e modulos
Para uso em computadores, DDR2 SDRAM é fornecido em DIMMs com 240 pinos e um único entalhe de localização. Os SO-DIMMs DDR2 para laptop têm 200 pinos e geralmente são identificados por um S adicional em sua designação. Os DIMMs são identificados por sua capacidade de transferência (geralmente chamada de largura de banda).
| Nome      | Nome   | Nome      | Chip                | Chip                | Barramento          | Barramento                   | Barramento              | Timings     | Timings           |
| Padrão    | Modelo | Módulo    | Taxa de clock (MHz) | Tempo de ciclo (ns) | Taxa de clock (MHz) | Taxa de transferência (MT/s) | Largura de banda (MB/s) | CL-TRCD-TRP | Latencia CAS (ns) |
| --------- | ------ | --------- | ------------------- | ------------------- | ------------------- | ---------------------------- | ----------------------- | ----------- | ----------------- |
| DDR2-400  | B      | PC2-3200  | 100                 | 10                  | 200                 | 400                          | 3200                    | 3-3-3       | 15                |
| DDR2-400  | C      | PC2-3200  | 100                 | 10                  | 200                 | 400                          | 3200                    | 4-4-4       | 20                |
| DDR2-533  | B      | PC2-4200* | 133                 | 7.5                 | 266                 | 533                          | 4266                    | 3-3-3       | 11.25             |
| DDR2-533  | C      | PC2-4200* | 133                 | 7.5                 | 266                 | 533                          | 4266                    | 4-4-4       | 15                |
| DDR2-667  | C      | PC2-5300* | 166                 | 6                   | 333                 | 667                          | 5333                    | 4-4-4       | 12                |
| DDR2-667  | D      | PC2-5300* | 166                 | 6                   | 333                 | 667                          | 5333                    | 5-5-5       | 15                |
| DDR2-800  | C      | PC2-6400  | 200                 | 5                   | 400                 | 800                          | 6400                    | 4-4-4       | 10                |
| DDR2-800  | D      | PC2-6400  | 200                 | 5                   | 400                 | 800                          | 6400                    | 5-5-5       | 12.5              |
| DDR2-800  | E      | PC2-6400  | 200                 | 5                   | 400                 | 800                          | 6400                    | 6-6-6       | 15                |
| DDR2-1066 | D      | PC2-8500* | 266                 | 3.75                | 533                 | 1066                         | 8533                    | 5-5-5       | 9.375             |
| DDR2-1066 | E      | PC2-8500* | 266                 | 3.75                | 533                 | 1066                         | 8533                    | 6-6-6       | 11.25             |
| DDR2-1066 | F      | PC2-8500* | 266                 | 3.75                | 533                 | 1066                         | 8533                    | 7-7-7       | 13.125            |

|                | PC-5300 | PC-5300 | PC-6400 | PC-6400 | PC-6400 |
| 5-5-5          | 4-4-4   | 6-6-6   | 5-5-5   | 4-4-4   |         |
| -------------- | ------- | ------- | ------- | ------- | ------- |
| PC2-3200 4-4-4 | %       | %       | +33%    | +60%    | %       |
| PC2-3200 3-3-3 | %       | %       | =       | +20%    | %       |
| PC2-4200 4-4-4 | %       | %       | =       | +21%    | %       |
| PC2-4200 3-3-3 | %       | %       | −24%    | −9%     | %       |
| PC2-5300 5-5-5 | %       | %       | =       | +21%    | %       |
| PC2-5300 4-4-4 | %       | %       | −19%    | −3%     | %       |
| PC2-6400 6-6-6 | %       | %       | =       | +20%    | %       |
| PC2-6400 5-5-5 | %       | %       | −16%    | =       | %       |
| PC2-6400 4-4-4 | %       | %       | −33%    | −20%    | %       |
| PC2-8500 7-7-7 | %       | %       | −12%    | +6%     | %       |
| PC2-8500 6-6-6 | %       | %       | −25%    | −9%     | %       |
| PC2-8500 5-5-5 | %       | %       | −37%    | −24%    | %       |

* Alguns fabricantes rotulam seus módulos DDR2 como PC2-4300, PC2-5400 ou PC2-8600 em vez dos respectivos nomes sugeridos pela JEDEC. Pelo menos um fabricante relatou que isso reflete testes bem-sucedidos em uma taxa de dados acima do padrão enquanto outros simplesmente arredondam para o nome.
Nota: DDR2-xxx indica taxa de tranferência de dados e descreve chips DDR brutos, enquanto PC2-xxxx indica largura de banda teórica (com os dois últimos dígitos truncados) e é usado para descrever DIMMs montados. A largura de banda é calculada tomando as transferências por segundo e multiplicado por oito. Isso ocorre porque os módulos de memória DDR2 transferem dados em um barramento com 64 bits de dados e, com um byte compreende 8 bits, isso equivale a 8 bytes de dados por transferêrencia.

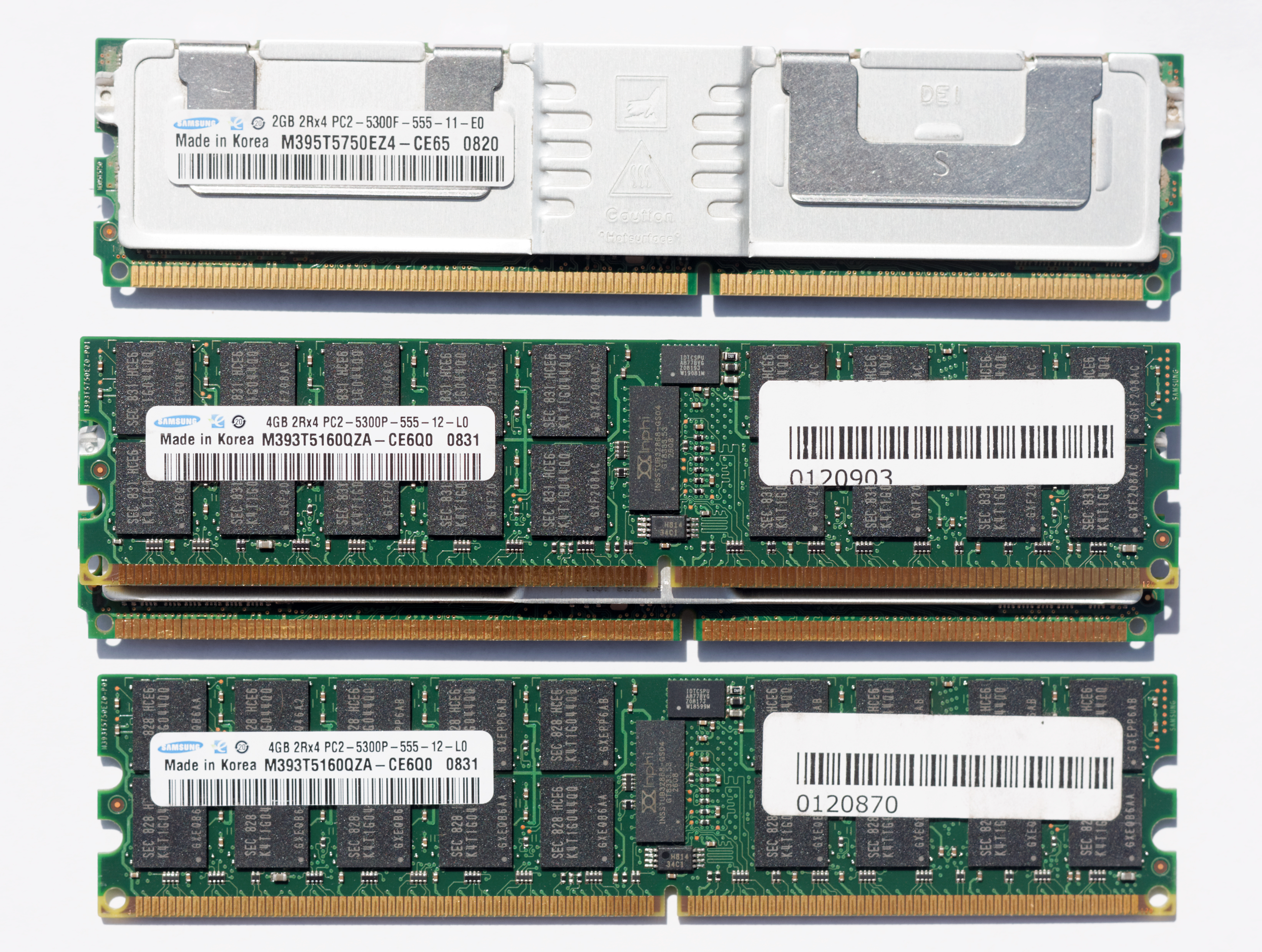
Comparativo de posições do Notch entre DIMMs DDR2 P vs F de Servidor

Além das variantes de largura de banda e capacidade, os módulos podem:
1. Opcionalmente, implemente o ECC, que é uma via extra de bytes de dados usada para corrigir erros menores e detectar erros maiores para melhor confiabilidade. Os módulos com ECC são identificados por um ECC adicional em sua designação. PC2-4200 ECC é um módulo PC2-4200 com ECC. Um P adicional pode ser adicionado no final da designação, P representando paridade (ex: PC2-5300P).

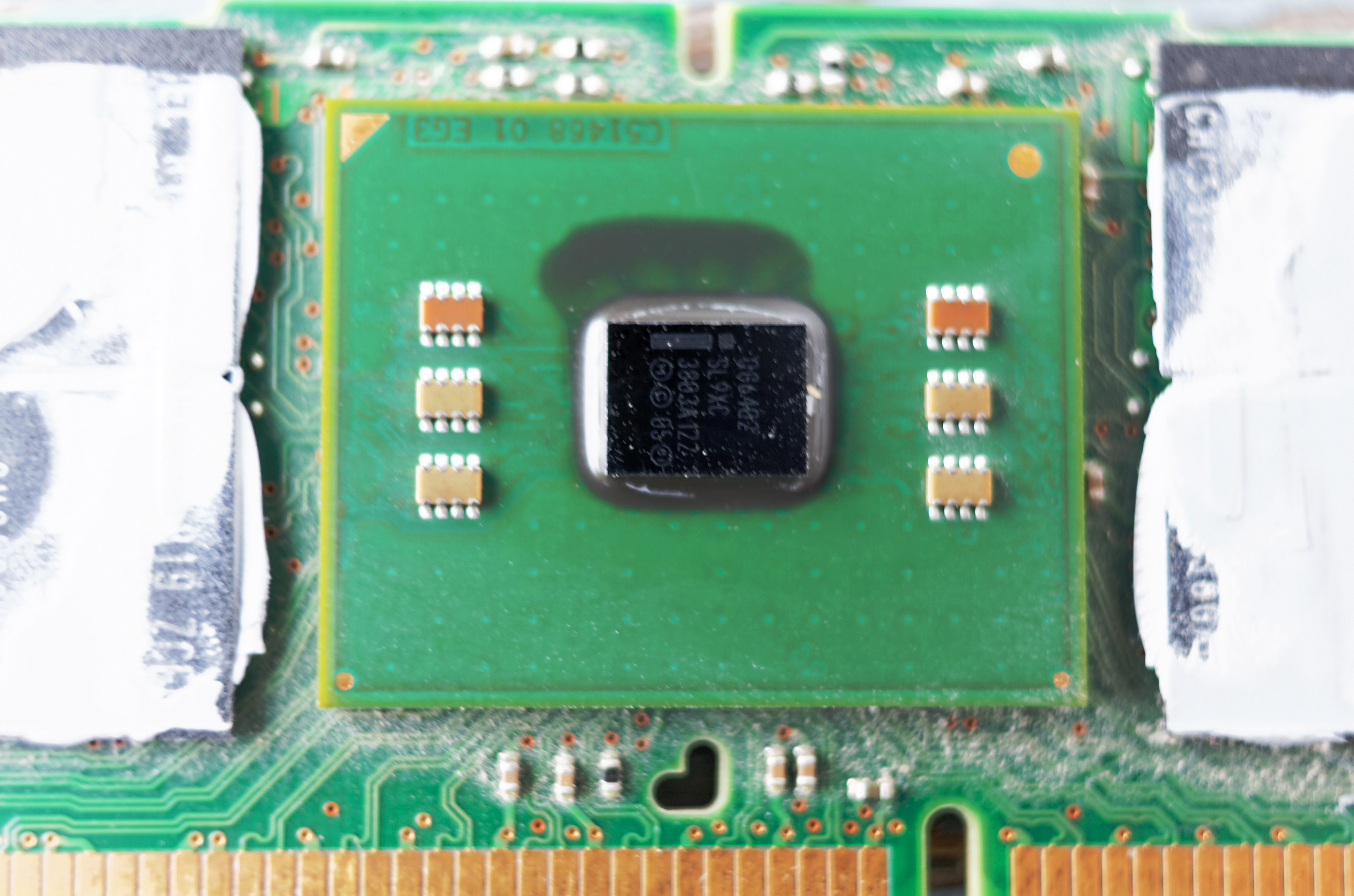
Intel ® 6402 Advanced Memory Buffer

2. Intel ® 6402 Advanced Memory Buffer Ser "registrado" ("armazenado em buffer"), o que melhora a integridade do sinal (e, portanto, potencialmente as taxas de clock e a capacidade física do slot), ao armazenar eletricamente os sinais em buffer ao custo de um clock extra de maio latência. Esses módulos são identificados por um R adicional em sua designação, enquanto a RAM não registrada (também conhecida como "sem buffer") pode ser identificada por um U adicional na designação. PC2-4200R é módulo PC2-4200 registrado, PC2-4200R ECC é o mesmo módulo, mas com ECC adicional.
3. Esteja ciente de que módulos totalmente bufferizados, designados por F ou FB, não têm a mesma posição de entalhe que outras classes. Módulos totalmente bufferizados não podem ser usados com placas-mãe feitas para módulos registrados, e a posição diferente do entalhe impede fisicamente sua inserção.

Nota:
- SDRAM registrada e sem buffer geralmente não pode ser mixada no mesmo canal.
- Os módulos DDR2 de maior classificação em 2009 operam a 533Mhz (1066 MT/s), em comparação com os módulos DDR de maior classificação operando a 200 Mhz (400 MT/s). Ao mesmo tempo, a latência CAS de 11,2 ns = 6/ (taxa de clock do barramento) para os melhores módulos PC2-8500 é comparável à de 10 ns = 4/ (taxa de clock do barramento) para os melhores módulos PC-3200.

### Compatibilidade com versões anteriores
DIMMs DDR2 não são compatíveis com versões anteriores dos DIMMs DDR. O entalhe nos DIMMs DDR2 está em uma posição diferente dos DIMMs DDR e a densidade do pino é maior do que nos DIMMs DDR em desktops. DDR2 é um módulo de 240 pinos, DDR é um módulo de 184 pinos. Os notebooks possuem SO-DIMMs de 200 pinos para DDR e DDR2; entretanto, o entalhe nos módulos DDR2 está em uma posição ligeiramente diferente dos módulos DDR.
DIMMs DDR2 de velocidade mais alta podem ser combinados com DIMMs DDR2 de velocidade mais baixa, embora o controlador de memória opere todos os DIMMs na mesma velocidade que o DIMM de velocidade mais baixa presente.

## Relação com a memória GDDR
GDDR2, uma forma de GDDR SDRAM, foi desenvolvido pela Samsung e lançado em julho de 2002. O primeiro produto comercial a reivindicar o uso da tecnologia "DDR2" foi a placa de vídeo Nvidia GeForce FX 5800. No entanto, esta memória GDDR2 usada em placas gráficas não é DDR2 em si, mas sim um ponto médio entre as tecnologias DDR e DDR2. Usar "DDR2" para se referir a GDDR2 é um nome coloquial incorreto. Em particular, falta a duplicação da taxa de clock de E/S para melhorar o desempenho. Ele teve graves problemas de superaquecimento devido às tensões nominais DDR. Desde então a ATI projetou a tecnologia GDDR em GDDR3, que é baseado em DDR2 SDRAM, embora com vários acréscimos adequados para placas de gráficas.
GDDR3 era comumente usado em placas gráficas e alguns tablets. No entanto, mais confusão foi adicionada à mistura com a aparência de placas gráficas de gama média e económica que afirmam usar "GDDR2". Na verdade, essas placas usam chips DDR2 padrão projetados para uso como memória principal do sistema, embora operem com latências mais altas para atingir velocidades de clock mais altas. Esses chips não conseguem atingir as taxas de clock do GDDR3, mas são baratos e rápidos o suficiente para serem usados como memória em placas de médio porte.